# هرینگز گرین
هرینگز گرین (به انگلیسی: Herrings Green) یک روستا در بریتانیا است که در بدفورد واقع شده‌است. هرینگز گرین ۱۴ نفر جمعیت دارد.